# Anisa Mohammed
Anisa Mohammed (* 7. September 1988 in Sangre Grande, Trinidad und Tobago) ist eine Cricketspielerin aus Trinidad und Tobago, die zwischen 2003 und 2022 für das West Indies Women’s Cricket Team spielte. Sie gewann mit diesem unter anderem die ICC Women’s World Twenty20 2016.

## Kindheit und Ausbildung
Mohammed hat eine Zwillingsschwester Alisa und ihre Eltern haben verschiedene Religionen (Vater ist muslimisch, Mutter Hindu). Beide Elternteile spielten in örtlichen Cricketclubs und begeisterten ihre Töchter für den Sport. Zunächst spielten sie Softball-Cricket, bevor sie ihren Vater überzeugen konnten zum Hardball-Cricket zu wechseln. Während ihre Schwester mit Beginn des Studiums Cricket aufgab, verfolgte Anisa, die als Grundschullehrerin arbeitete, die internationale Cricketkarriere.

## Aktive Karriere

### Anfänge in der Nationalmannschaft
Mit 13 Jahren debütierte sie für Trinidad and Tobago. Ihr Debüt in der Nationalmannschaft gab sie dann mit 14 Jahren bei der International Women’s Cricket Council Trophy 2003 gegen Japan. Sie erhielt danach einzelne Einsätze und war im März 2005 beim Women’s Cricket World Cup 2005 Teil des west-indischen Teams. Bei dem Turnier erhielt sie einen Einsatz gegen Irland. Nach der Weltmeisterschaft stellte der Verband die Finanzierung des Frauen-Crickets in den West Indies ein und so dauerte es bis 2008, bis sie wieder ein internationales Spiel bestritt. Bei ihrer Rückkehr in Irland im Juni 2008 erzielte sie in der WODI-Serie 3 Wickets für 24 Runs und absolvierte ihr erstes WTwenty20. Daraufhin reiste sie mit dem Team in die Niederlande und erzielte dort 4 Wickets für 20 Runs, wofür sie als Spielerin des Spiels ausgezeichnet wurde. Im März 2009 war sie Teil des Teams beim Women’s Cricket World Cup 2009 und ihre beste Leistung waren 2 Wickets für 45 Runs gegen Australien. Im Sommer folgte dann der ICC Women’s World Twenty20 2009, wobei sie gegen Südafrika zwei Wickets (2/16) erzielte.
Im Oktober 2009 gelangen ihr dann in der WTwenty20-Serie in Südafrika 5 Wickets für 10 Runs. Zum Ende der Saison erzielte sie dann gegen Sri Lanka in den WTwenty20s zwei Mal vier Wickets (4/26 und 4/9). Beim ICC Women’s World Twenty20 2010 folgten dann 3 Wickets für 17 Runs gegen Australien. Im Oktober konnte sie dann bei einem Sechs-Nationen-Turnier in Südafrika gegen Irland drei (3/13) und Sri Lanka vier (4/26) Wickets erzielen. Daraufhin erhielt sie vom west-indischen Verband einen zentralen Vertrag. Im Januar folgten dann 4 Wickets für 27 Runs in der WODI-Serie in Indien. Im August 2011 kam Pakistan in die West Indies und ihr gelangen in der WODI-Serie zwei Mal fünf (5/5 und 5/7) und ein Mal vier Wickets (4/17). Für alle drei Spiele wurde sie als Spielerin des Spiels ausgezeichnet und letztendlich auch als Spielerin der Serie. In der WTwenty20-Serie der Tour gelangen ihr noch ein Mal 4 Wickets für 9 Runs. Daraufhin folgte der Women’s Cricket World Cup Qualifier 2011. Hier erzielte sie in der Vorrunde gegen Pakistan 5 Wickets für 26 Runs. Nachdem sie dann in der Vorrunde gegen Sri Lanka drei Wickets (3/29) erreicht hatte, folgten im Finale abermals gegen Pakistan 7 Wickets für 14 Runs.

### Wichtige Bowlerin der West Indies
Im Februar 2012 folgten bei der Tour gegen Indien jeweils drei Wickets in den WTwenty20s (3/20) und WODIs (3/41). Im April folgte dann gegen Sri Lanka ein Five-Wicket-Haul (5/34). Beim ICC Women’s World Twenty20 2012 im September lieferte sie dann ihre beste Leistung gegen Neuseeland, als ihr zwei Wickets (2/17) gelangen. Sie nahm auch am Women’s Cricket World Cup 2013 teil und hatte dort ihre beste Leistung gegen Neuseeland, als sie 31* Runs erzielte und als Spielerin des Spiels ausgezeichnet wurde. Im Oktober 2013 erreichte sie bei einem in den West Indies ausgetragenen WTwenty20-Drei-Nationen-Turnier gegen Neuseeland 5 Wickets für 12 Runs. Dem folgten 4 Wickets für 26 Runs in der WODI-Serie gegen England. Sie war dann auch Teil des west-indischen Teams bei der ICC Women’s World Twenty20 2014 erzielte sie zwei Wickets in der Vorrunde gegen Bangladesch (2/22) und bei der Halbfinale-Niederlage gegen Australien (2/24).

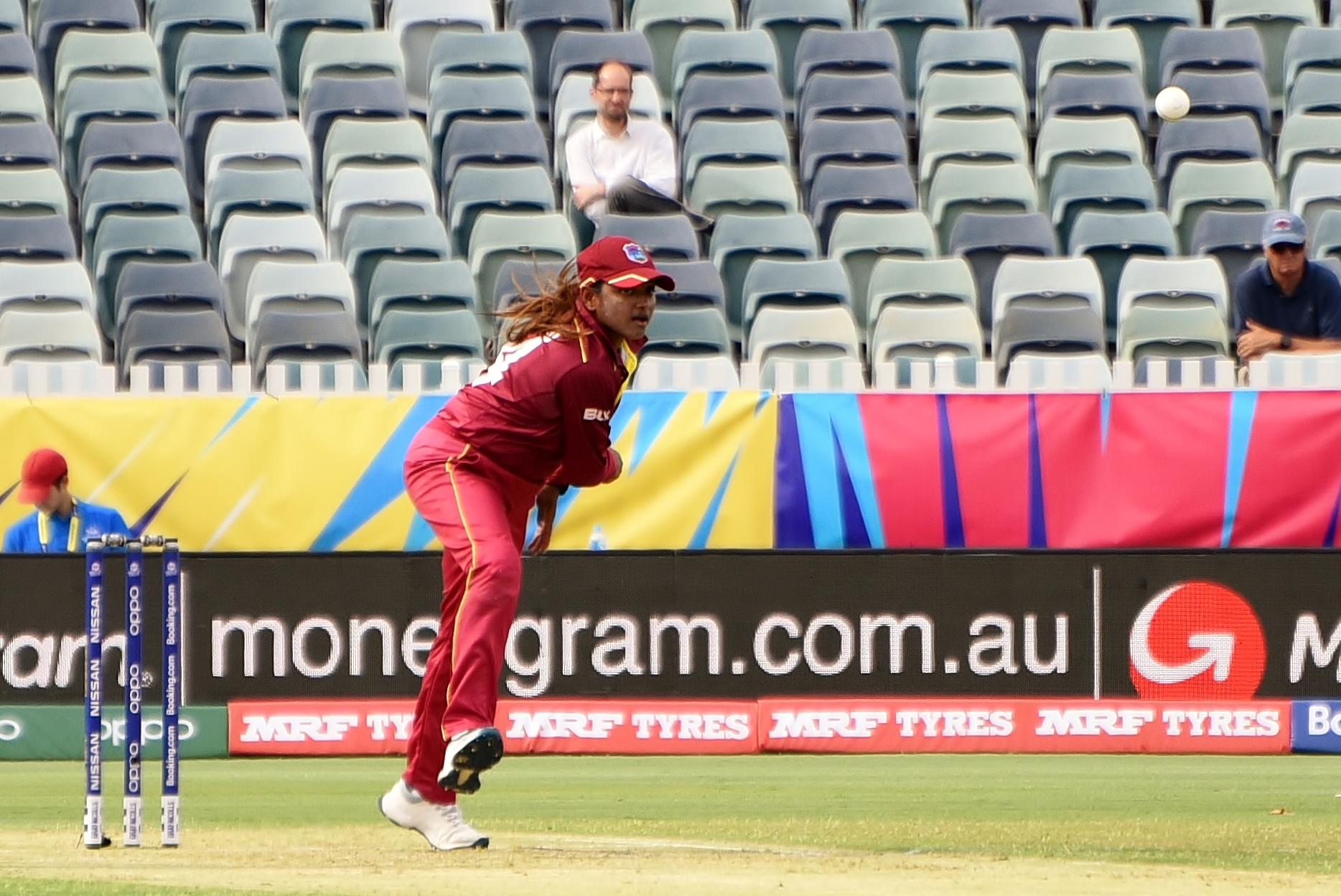
Anisa Mohammed im Jahr 2020

Die Saison 2014/15 begann mit einer WODI-Serie gegen Neuseeland. Hier konnte Mohammed neben zwei Mal vier Wickets (4/32 und 4/41) noch ein Mal drei Wickets (3/11) hinzufügen und wurde als Spielerin der Serie ausgezeichnet. In der darauffolgenden WTwenty20-Serie in Australien gelangen ihr dann drei Wickets (3/25). Es dauerte bis zum ICC Women’s World Twenty20 2016, bis es ihr wieder gelang herauszuragen. Gegen Pakistan erzielte sie dort 3 Wickets für 25 Runs. Zusammen mit dem Team konnte sie den Weltmeistertitel gewinnen. Im November 2016 folgten dann 3 Wickets für 23 Runs in den WTwenty20s in Indien. Beim Women’s Cricket World Cup 2017 konnte sie drei Wickets im Vorrundenspiel gegen Sri Lanka erreichen und wurde dafür als Spielerin des Spiels ausgezeichnet. Im September 2018 gelang ihr ein Hattrick in den Twenty20s gegen Südafrika, als ihr 5 Wickets für 24 gelangen. Im Saison 2019 wurde sie aus dem Kader gestrichen, als das Team sich nach Alternativen umsah. Zurück im Team gelangen ihr dann im November 2019 fünf Wickets (5/46) in der WODI-Serie gegen Indien. Beim ICC Women’s T20 World Cup 2020 konnte sie dann jedoch nicht überzeugen. Im Sommer lehnte sie während der COVID-19-Pandemie eine Tour nach Europa ab.

### Rücktritt
Im Juli 2021 erreichte sie bei der Tour gegen Pakistan in den WTwenty20s drei (3/24) und in den WODIs ein Mal vier (4/27) und ein Mal drei Wickets (3/25). Beim Women’s Cricket World Cup Qualifier 2021 erzielte sie im November dann 3 Wickets für 40 Runs gegen Irland. Daraufhin wurde sie auch für den Women’s Cricket World Cup 2022 als Vize-Kapitänin nominiert. Beim Turnier konnte sie dann jeweils zwei Wickets gegen Neuseeland (2/60), England (2/24) und Indien (2/59) erzielen. Im Halbfinale gegen Australien zog sie sich dann eine Oberschenkelverletzung zu und musste verletzt ausscheiden. Im weiteren Jahr spielte sie vorwiegend im heimischen Cricket und erklärte im September 2022, dass sie eine Pause vom Cricket für sechs Monate anstrebe. Darauf spielte sie wieder im nationalen Cricket. Im Januar 2024 erklärte sie ihren Rücktritt vom internationalen Cricket.